# Yujiro Takahashi
Yujiro Takahashi (13 de enero de 1981) es un luchador profesional japonés, más conocido por su nombre en el ring como Yujiro. Takahashi formó parte del equipo conocido como "No Limit" a lado de Tetsuya Naito. Takahashi también ha trabajado en la Total Nonstop Action Wrestling en Estados Unidos y para el Consejo Mundial de Lucha Libre en México.

## Carrera

### New Japan Pro-Wrestling (2004 - 2009)
Yujiro Takahashi practicó la lucha libre grecorromana durante su estancia en la Universidad como luchador amateur. En noviembre de 2003 realizó unas pruebas para ingresar a la New Japan Pro-Wrestling, pasándolas exitosamente y haciendo su debut el 26 de julio de 2004, en una lucha que perdió contra Naofumi Yamamoto en el Korakuen Hall, en Tokio, Japón. Poco después, Takahashi acortó su nombre como luchador para simplemente llamarse "Yujiro", debutando en una lucha en contra de Akiya Anzawa el 2 de septiembre de 2004. Más tarde entró en una lucha de eliminación de 7 hombres en el Young Lion Toukon Tournament el 31 de octubre de 2004, siendo eliminado por Hirooki Gotō. Yujiro continuó realizando luchas de entrenamiento contra otros jóvenes luchadores como Anzawa, Goto, Yamamoto y Ryusuke Taguchi hasta finales de 2004 y principios de 2005, antes de entrar en la Young Lion Cup en marzo de 2005 terminando en el sexto lugar de siete competidores con cuatro puntos, derrotando Akiya Anzawa y Tommy Williams durante la fase de grupos.

### Consejo Mundial de Lucha Libre (2012-presente)
El 9 de abril, mediante una conferencia de prensa ofrecida por New Japan Pro-Wrestling se anunció el regreso de Yujiro a México después de 3 años de no luchar en este país. Takahashi realizó su primera aparición desde que volvió al Consejo Mundial de Lucha Libre el 11 de mayo haciendo equipo con Psicosis y Volador, Jr. en una Lucha de Tríos a Dos de Tres Caídas, ganado tras derrotar a La Tercia Sensación (Marco Corleone, Máximo & Rush).

## Campeonatos y logros
- Consejo Mundial de Lucha Libre
  - Torneo Gran Alternativa (2009) - con Okumura
- New Japan Pro-Wrestling
  - IWGP Tag Team Championship (1 vez) – con Tetsuya Naito
  - IWGP Junior Heavyweight Tag Team Championship (1 vez) – con Tetsuya Naito[1]
  - NEVER Openweight Championship (1 vez)
  - NEVER Openweight 6-Man Tag Team Championship (2 veces) - con Bad Luck Fale & Tama Tonga (1) y Evil & Sho (1)

### Luchas de apuestas
| Apuesta   | Ganador                      | Perdedor       | Ciudad                   | Fecha                  |
| --------- | ---------------------------- | -------------- | ------------------------ | ---------------------- |
| Cabellera | Yujiro                       | Black Warrior  | México, Distrito Federal | 16 de octubre de 2009  |
| Cabellera | El Terrible & El Texano, Jr. | Naitō & Yujiro | México, Distrito Federal | 4 de diciembre de 2009 |